# SRET–1
SRET–1 francia technológiai műhold. Műholdas Kutatási és Technológiai Tanulmányok végzése.

## Küldetés
Fő cél volt, hogy vizsgálják a teszt napelemek viselkedését (lebomlását) mikrogravitációs környezetben. Egy hordozórakétával kettő műholdat (Molnyija–1 20, SRET–1) állítottak pályára.

## Jellemzői
Gyártotta a Société Nationale Industrielle Aérospatiale, üzemeltette a Francia Űrügynökség (CNES).
Megnevezései: SRET–1;  Satellite de Recherches et d'etudes Technologiques (SRET–1); Malyj Avtonomnyj Sputnik (MAS–1); COSPAR: 1972-025B; Kódszáma: 5928.
1972. április 4-én a Pleszeck űrrepülőtérről egy Molnyija hordozórakéta (8K78M), az LC–43/4. (LC–Launch Complex) jelű indítóállványról juttatta magas Föld körüli pályára (HEO = High-Earth Orbit). Az orbitális egység pályája 704,7 perces, 65,53 fokos hajlásszögű, elliptikus pálya perigeuma 458 kilométer, az apogeuma 39 250 kilométer volt.
Egy tengelyesen a Nap irányában forgással stabilizált űreszköz. Formája nyolcszögletű hasáb, átmérője56, magassága 56,2centiméter. Felületeire kísérleti napelemek voltak telepítve. Tömege 15 kilogramm. Energiaellátását napelemek, éjszakai (földárnyék) energia ellátását ezüst-cink akkumulátorok biztosították.
1974. február 26-án 692 nap (1,89 év) után belépett a légkörbe és megsemmisült.
Következő műhold a SRET–2 volt.

## Külső hivatkozások
- SRET–1. lib.cas.cz. [2013. október 13-i dátummal az eredetiből archiválva]. (Hozzáférés: 2014. február 9.)
- SRET–1. astronautix.com. [2014. augusztus 5-i dátummal az eredetiből archiválva]. (Hozzáférés: 2014. február 9.)